# Ivan van Sertima

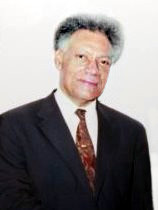
Ivan van Sertima (1995)

Ivan van Sertima (ur. 26 stycznia 1935, zm. 25 maja 2009) – amerykański afrykanista gujańskiego pochodzenia, znany jako zwolennik pseudohistorycznej teorii o starożytnym zasiedleniu Ameryki przez ludy pochodzenia afrykańskiego.
Urodził się we wsi Kitty w Gujanie, ukończył z wyróżnieniem studia afrykanistyczne na University of London. W latach 60. pracował w Wielkiej Brytanii jako dziennikarz, zajmując się tematyką Afryki i Karaibów. W 1970 roku osiadł w USA. Ukończył studia podyplomowe na Rutgers University, gdzie następnie wykładał. Opublikował kilka prac naukowych, m.in. słownik terminów prawniczych w języku suahili Swahili Dictionary o Legal Terms (1967) i zbiór esejów krytycznoliterackich na temat współczesnej prozy karaibskiej Caribbean Writers (1968).
W 1976 roku opublikował pracę They Came Before Columbus, w której zaprezentował pseudohistoryczną tezę o pochodzeniu dawnych cywilizacji Mezoameryki z Afryki Zachodniej. Doszukiwał się m.in. afrykańskich akcentów w sztuce olmeckiej. W 1979 roku założył czasopismo Journal of African Civilizations, na łamach którego propagowano m.in. teorie o znaczącym wpływie rasy czarnej na powstanie starożytnych cywilizacji europejskich, amerykańskich i egipskiej. Teorie van Sertimy zostały jednoznacznie odrzucone w środowisku akademickim jako pseudonaukowe.